# Gondelsheim
Gondelsheim este o comună din landul Baden-Württemberg, Germania.